# Rusty Gilder
Rusty Gilder (1940) is een Amerikaanse jazzmuzikant (contrabas, trompet).

## Biografie
Gilder is afkomstig uit Louisiana en speelde eerst in het modernjazz-circuit van New Orleans. De eerste opnamen ontstonden in een trio van de pianist Karl Boxer (...Comes Out Swinging, Dot Records, 1965). Tijdens de opvolgende jaren werkte hij als bassist in de regio New York o.a. in het ensemble van Philip Glass (1971/72), Richard Landry, Marian & Jimmy McPartland (The McPartlands Swingin' , 1973), Gerry Mulligan, Teddi King, Jimmy Rowles (The Special Magic of Jimmy Rowles, 1974) en Dick Haymes (As Time Goes By, 1978). Met het trio van Marian McPartland speelde hij in 1973 in de Club Carlyle en in het Americana Hotel, in 1974 in duo met de pianist Calvin Jackson in de jazzclub Cookery. In latere jaren trad hij ook op als trompettist in New Orleans. Op het gebied van de jazz was hij tussen 1965 en 1978 betrokken bij twaalf opnamesessies.
- International Standard Name Identifier: 0000 0003 8211 1726
- Library of Congress Control Number: n94047724
- Nationale Bibliotheek van Israël: 987008914570805171
- Virtual International Authority File: 263993922
- WorldCat: E39PBJvmGpTBVtctfCBQjH74MP